# Trại Họp bạn Hướng đạo Thế giới lần thứ 15 (bị hủy bỏ)
Trại Họp bạn Hướng đạo Thế giới lần thứ 15 (15th World Scout Jamboree) được dự định tổ chức vào tháng 7 năm 1979 bởi Iran ở Neyshâbûr, nhưng bị hủy bỏ vì bất ổn chính trị.
Trại Họp bạn Hướng đạo Thế giới lần thứ 15 đã được dự định tổ chức tại Công viên Hướng đạo Omar Khayyám rộng 10 km², gần biên giới với Afghanistan và Turkmenistan. Trại Họp bạn vùng châu Á-Thái Bình Dương lần thứ hai đã được tổ chức tại nơi này trong mùa hè năm 1977 như để thử nghiệm cho việc chuẩn bị Trại Họp bạn Thế giới. Tuy nhiên, các sự kiện bất ổn của Cách mạng Hồi giáo đã làm cho Trại Họp bạn lần thứ 15 bị hủy bỏ gần cuối năm 1978. Thay vào đó, Tổ chức Phong trào Hướng đạo Thế giới tuyên bố "Năm Trại Họp bạn Thế giới" (World Jamboree Year) bằng cách tổ chức vài trại "Năm Trại Họp bạn Thế giới" quốc tế tại Úc, Canada, Thụy Điển, Thụy Sĩ và Hoa Kỳ và đã lấy được động năng. Tuy nhiên, một số các vật kỷ niệm đã được làm ra cho sự kiện này, nhu cầu và giá trị của các đồ vật này tăng vọt rất lớn vì Trại Họp bạn bị hủy bỏ. Những đồ vật kỷ niệm còn lại có giá trị rất lớn đối với các người sưu tầm, mặc dù hiếm đã ra đến thị trường.
Trại Họp bạn kế tiếp được Canada tổ chức năm 1983, và được đặt tên là "Tinh thần sống mãi" (The Spirit Lives On) để chứng tỏ cách mà tinh thần anh em quốc tế Hướng đạo có thể vượt qua trở ngại của sự việc hủy bỏ Trại Họp bạn Thế giới năm 1979.